# Agonocryptus lioneli
Agonocryptus lioneli là một loài tò vò trong họ Ichneumonidae.